# 신라사선
신라사선(新羅四仙)은 연대미상으로 고신라 때부터 전해온 영랑(永郞)·술랑(述郞)·남랑(南郞)·안상(安詳) 등의 설화적인 네 신선을 말한다. 외국에서 와서 이적을 행했다는 설, 산수를 방랑하면서 풍월을 읊었다는 설 등 여러 가지 설이 있으나 어쨌든 4선 신앙은 민간에 널리 유행하였고, 금강산(金剛山) 등 동해안의 명승지 여러 곳에 이들의 전설이 전해오고 있다.